# Parasite Eve (игра)
Parasite Eve (яп. パラサイト・イヴ Парасайто Иву) — ролевая видеоигра с элементами survival horror, разработанная и выпущенная Square (ныне Square Enix) для игровой консоли PlayStation в 1998 году. Сюжет игры частично основан на фантастическом романе ужасов Хидэаки Сэны «Паразит Ева». Игра является первой в одноимённой серии игр.

## Игровой процесс
Это почти что полностью традиционная японская ролевая игра, но, в отличие от серии Final Fantasy и ей подобных, во время боя есть существенное дополнение — Айя может передвигаться по полю, причем на это не тратится никаких очков. Это небольшое дополнение переворачивает бой до неузнаваемости, так как соединяет традиционную тактику боя из японской ролевой игры и привносит в неё экшн-элементы из других жанров, заставляя игрока изучать и оценивать действия противника с другой стороны (его подвижность, скорость) — это сильно увеличивает разнообразие возможных тактик ведения боя с разными монстрами.

### EX Game
После завершения игры игроку предложат сохраниться. Можно будет начать игру в новом режиме. Он повторяет обычную игру, но на второй день появится новая локация — Крайслер-билдинг. Она представляет собой 77-этажное здание-лабиринт, заселенное монстрами, причём будут встречаться как и монстры из обычной игры, но сильнее, так и новые. Также на некоторых этажах будут встречаться боссы.

## Сюжет
Действие игры происходит в Нью-Йорке с 24 по 29 декабря 1997 года.

### Театр «Карнеги-холл»

Битва с мутировавшей Евой в театре Карнеги-холл.

Айя Бреа, стажер полиции Нью-Йорка, посещает оперу в Карнеги-холле. Во время оперы все находящиеся в здании люди самовозгораются — кроме Айи и оперной певицы Мелиссы Пирс. Мелисса назвала себя «Евой» и исчезла. В погоне за ней по зданию Карнеги-холла Айя сталкивается со странной девочкой, которая напомнила ей Майю-её погибшую сестру, а также с монстрами — животными, превратившимися в странных и агрессивных созданий. Вскоре она находит Еву и видит, как она превращается в чудовище и сбегает в канализацию. Побродив по канализации она вновь встречает ту девочку из театра. В погоне за ней она находит Еву, которая говорит ей о высвобождении митохондрий. Ева, уходя, оставляет Айю на сражение с монстром — Аллигатором.
На следующий день Айя и её напарник, полицейский Дэниэл, посещают Американский музей естественной истории и обращаются к учёному доктору Клампу, который рассказывает им об эволюции митохондрий, объясняя возможную суть происходящего. В обычных условиях митохондрии — просто органоиды клеток, обеспечивающие их энергией. В случае Евы митохондрии вышли на новый уровень развития, научившись самостоятельно хранить генетическую информацию, и могут обходиться вообще без клеток, обладая к тому же огромными возможностями по выработке энергии. В лице Евы они объявили войну всей клеточной жизни на Земле, в том числе и человечеству. Айя же по какой-то причине невосприимчива к способностям митохондрий и даже открывает в себе новые сверхъестественные способности.

### Центральный парк Нью-Йорка
Вечером того же дня Айя и Дэниэл вынуждены направиться в заполненный монстрами Центральный парк, где Мелисса Пирс (Ева) дает концерт для ничего не подозревающих жителей Нью-Йорка. Там же были сын Бен и бывшая жена Дэниэля, но мальчику вскоре становится плохо, и он уходит. Все оставшиеся в парке люди превращаются в некую жижу; После концерта Айя вновь встречает Майю. Дойдя до противоположной стороны парка она опять видит Еву и пытается сразиться с ней в запряженной лошадью повозке, но Ева ускользает от неё, а повозка разбивается. К этому времени митохондриальные монстры начинают угрожать городу, и полиция начинает эвакуацию Манхэттена.
Айю находят Дэниэл и японский турист Кунихико Маэда. Маэда рассказывает Айе и Дэниэлу историю схожих событий в Японии — когда учёный-биолог, попытавшийся спасти свою жену от смерти, умышленно отдал её под контроль эволюционировавших митохондрий. Маэда предполагает, что Ева, как и её японская предшественница, попытается родить ребёнка — полностью митохондриальное сверхсущество. Уставшая, Айя ложится спать.

### Больница Святого Франциска
На следующий день в поисках объяснения собственным силам Айя с Дэниэлом и Маэдой отправляются в Музей естественной истории. Там они с помощью научного оборудования доктора Клампа исследуют кровь Айи и обнаруживают, что её собственные митохондрии тоже являются эволюционировавшими. Маэда считает, что Ева для зачатия ребёнка попытается добыть мужскую сперму, в больнице Святого Франциска, где находится крупнейший в Нью-Йорке банк спермы. Чтобы доложить обо всем начальству, они едут в участок, но обнаруживают, что Ева их опередила. Айя узнает, что Бен — сын Дэниэля побежал за полицейской собакой Шивой, которая скорее всего уже находится под действием митохондрий Евы, и она следует за ним. После того как Айя сразится с мутировавшей Шивой, она обещает Бену отомстить. Ева, воспользовавшись событиями в участке, опережает Айю и похищает образцы спермы. После этого она убивает двух членов Вооружённых сил США, и их самолёты разбиваются на крыше госпиталя.

### Эволюция
Айя обнаруживает, что цитоплазматическая биомасса, образовавшаяся из тел погибших жителей на концерте в центральном парке, собирается в канализации под городом. Скоро Айя узнает, что и доктор Кламп, и она сама являются частью заговора: именно Кламп много лет назад ставил эксперименты над митохондриями, и Айя с Мелиссой Пирс стали реципиентами, получившими эволюцинировавшие митохондрии. Айя прибывает в Музей естественной Истории, где она ищет Еву. Скоро она узнаёт, как Ева сотворяла всех этих кровожадных монстров. Найдя её на четвёртом этаже, она узнает — Ева уже беременна и её срок — не 9 месяцев! Айя пытается сразиться с беременной Евой в Музее естественной истории, но Ева покидает его, находя безопасное убежище на острове Свободы, где сформировавшийся из биомассы великан разрушает статую Свободы. Благодаря помощи военных Айя попадает на остров и сражается с Евой, где одерживает победу. Все, что она напоследок сказала, так это: «Неужели ты наш естественный противник!?»

### «Liberation»
Под всеобщее ликование Айя попадает на палубу крейсера вооруженных сил США. Но случилось ужасное — Сверхсущество родилось. Айя из последних сил сражается с ним, и вскоре получает от Маэды патроны с её митохондриями, которые помогают одержать над ним верх. Но и этого оказалось мало — Сверхсущество все ещё живо, и Айя принимает решение взорвать Крейсер, при этом чудом спасаясь сама.

## Персонажи

Оригинальный концепт-арт Parasite Eve. Изображение Айи Бреа.

- Айя Бреа (англ. Aya Brea) — с ранних лет мечтала работать в полиции. Совершенно случайно оказавшись в нужном месте в нужное время, она оказалась той, кто в силах противостоять страшной силе митохондрий. Но почему перед ней бессильна Ева, и что скрыто в её прошлом — это и предстоит узнать игроку по ходу раскрытия сюжета игры.
- Майя Бреа (англ. Maya Brea) — сестра Айи, погибшая много лет назад в автокатастрофе. Почему Майя стала посещать сестру, что ей нужно и куда она её ведёт — все ответы в конце игры.
- Мелисса Пирс (англ. Melissa Pearce) — оперная певица, ценою своего здоровья добившаяся успеха и получившая главную роль в известном спектакле. Но её первая же ария превращается в реквием для сотен людей, самосожженных во время спектакля. Именно в её теле притаилась, набирала сил и выжидала своего часа Ева.
- Дэниэл Доллис (англ. Danniel Bo Dollis)— опытный напарник Айи, безгранично любящий своего сына и преданный своему долгу и призванию.
- Бен Доллис (англ. Ben Dollis) — сын Дэниэля, во время игры попадает в разные передряги, но наши герои его спасают. Всегда ведет себя молодцом.
- Кунихико Маэда (англ. Kunihiko Maeda) — талантливый микробиолог, работавший в Японии над исследованием митохондрий. Поняв, что инцидент в Карнеги-холл связан именно с ними, он сразу же вылетел в Нью-Йорк, чтобы помочь Айе в этом нелегком деле.
- Ганс Кламп (англ. Hans Clamp) — гениальный учёный с мировым именем, целиком и полностью посвятивший себя науке и ради неё готовый пожертвовать тысячами жизней.
- Уэйн Гарсия и Торрес Оуэнс (англ. Wayne Garcia & Torres Owens) — первый — молодой оружейник, работающий в полицейском участке и радующий Айю своим умением создавать из разного хлама мощнейшие пушки. Второй — начальник и наставник Уэйна, опытный полицейский, потерявший дочь в следствий несчастного случая, связанного с огнестрельным оружием. После этого инцидента он стал оружейным мастером, чтобы всегда держать под контролем безопасность оружия.
- Дуглас Бакер (англ. Douglas Baker) — начальник семнадцатого нью-йоркского полицейского участка, в котором работают Дэниэл и Айя. Шеф ведет себя героически в полицейском участке, когда над жизнью Бена нависает угроза.

## Музыка
После выхода игры было выпущено два саундтрека к ней: оригинальный и ремикс. Музыку для игры писала Ёко Симомура. Трек «Somnia Memorias» был представлен на выставке Square Vocal Collection в 2001 году.
| Parasite Eve Original Soundtrack tracklist | Parasite Eve Original Soundtrack tracklist |
| --- | --- |
| Disc 1 (52:34) Introduction 1. «Primal Eyes» — 2:21 2. «Waiting for Something Awakens» — 1:12 Resonance 3. «Overture [from opera „La mia verita“]» — 2:16 4. «Se Il mio amore sta vincino [Vocalise]» — 2:06 5. «Memory I» — 0:35 6. «Gloom and Doom» — 2:41 7. «Theme of Mitochondoria» — 1:39 8. «Sotto Voce» — 2:07 9. «Arise within You» — 2:05 10. «Main Theme [Piano Solo Version]» — 2:07 11. «The Surface of the Water» — 2:02 12. "Memorize of «Aya and Eve» — 1:37 Fusion 13. «Out of Phase» — 4:02 14. «Urban Noise» — 1:52 15. «Mystery Notes» — 1:01 16. «Influence of Deep» — 3:03 17. «Phrase of Aya» — 1:14 Selection 18. «Phrase of Mitochondoria» — 0:42 19. «Theme of Aya» — 1:34 20. «Under the Progress» — 3:07 21. «Plosive Attack» — 2:19 Conception 22. «Missing Perspective» — 3:40 23. «Memory II» — 1:09 24. «Force Trail» — 1:42 25. «Phrase of Eve» — 3:07 26. «Memory III» — 1:14 | Disc 2 (54:40) Liberation 1. «Matrix» — 2:44 2. «The Omission of the World» — 2:32 3. «Wheel of Fortune» — 3:31 4. «Kyrie» — 2:43 5. «Across the View» — 1:51 6. «Femmes Fatales» — 4:42 Evolution 7. «A Piece of Remain» — 1:20 8. «Musica Mundana» — 2:13 9. «U.B.» — 4:52 10. «Escape from U.B.» — 0:54 11. «Main Theme» — 1:49 Symbiosis 12. «Theme of Aya [Reprise]» — 1:14 13. «I Hear a Voice Asking Me to Awaken» — 1:54 14. «Somnia Memorias» — 5:58 And Other Days 15. «Consensus» — 1:56 16. «Someone calls me…., Someone looks for me……» — 1:46 17. «Main Theme [Orchestral Version]» — 7:53 Bonus Track 18. «Influence of Deep -CM Version-» — 2:43 19. «Se Il mio amore sta vincino -CM Version-» — 2:05 |

| Parasite Eve Remixes tracklist |
| --- |
| Disc One (63:25) 1. «A.Y.A. (Theme of AYA Primary Mix)» — 5:10 2. «Arise within You (remixedbyTomo)» — 7:12 3. «Plosive Attack (CULTIVATE MIX)» — 8:34 4. «Missing Perspective (Dan K’s Late Night Session)» — 6:42 5. «Influence of Deep (DJ Hiraguri’s Operattack)» — 8:12 6. «Under the Progress (SOMETHING WONDERFUL remix)» — 6:35 7. «Primal Eyes (WE ARE ALL PARASITES/CHARLIE HORSE MIX)» — 4:41 8. «Across the Memories (DB Remix)» — 4:56 9. «Urban Noise (112-80MIX)» — 5:37 10. «Somnia Memorias (Platinum Edition)» — 5:56 |

## Оценки
| Сводный рейтинг       | Сводный рейтинг |
| Агрегатор             | Оценка          |
| --------------------- | --------------- |
| GameRankings          | 76,72 %         |
| Metacritic            | 81 / 100        |
| Иноязычные издания    |                 |
| Издание               | Оценка          |
| EGM                   | 7,8 / 10        |
| Famitsu               | 33/40           |
| GamePro               | [ 6 ]           |
| GameSpot              | 7,2 / 10        |
| IGN                   | 7,4 / 10        |
| RPGamer               | [ 9 ]           |
| Русскоязычные издания |                 |
| Издание               | Оценка          |
| VideoИгры             | 98 %            |